# Bongo
Il bongo, generalmente definito al plurale Bongos (in spagnolo: bongó), è uno strumento musicale a percussione. È costituito da una pelle di origine africana a una sola membrana (posta nella parte alta) e di un risuonatore di legno a corpo doppio con due suoni di diversa altezza: medio e acuto. Si percuote con una o più dita a seconda dell'intensità desiderata. È usato nella musica latina nonché nella house music con DJ set.
In Africa il bongo si usa in occasione di danze, feste e riti. In genere questo tamburo viene fabbricato a mano usando una pelle di vero animale, solitamente di capra.

## Storia
Il termine "bongo" è un termine generico che fa riferimento un po' a tutti i tamburi definiti "etnici". In realtà esiste l'appropriato "bongó" (e anche "bongos", usato forse con maggior frequenza ma decisamente meno corretto) al quale si riferisce quel tamburo di origine Cubana, poi diffusosi in tutta l'America Latina e in tutto il mondo, costituito da due "tamburi" fatti a forma di tronco di cono con montata una pelle ciascuno (pelle che può essere accordata tramite dei tiranti), uno un po' più piccolo dell'altro, in modo da ottenere due suoni ben distinti: il più grande ha una tonalità più grave ed è chiamato "hembra" (in italiano: femmina), mentre il più piccolo ha una tonalità più acuta ed è chiamato "macho" (in italiano: maschio); sono uniti da un parallelepipedo di legno fissato tra un tamburo e l'altro. Inizialmente era usato come unico strumento percussivo nei gruppi che suonavano il "cha-cha", "bolero" e "danzón"; successivamente, con l'entrata nei gruppi di altre percussioni quali "congas" (o tumbadoras) e "timbales" (o paila), diventano strumento per creare abbellimenti e fraseggi per enfatizzare il canto e/o un particolare momento del brano; quando entra il "mambo", cioè la parte del brano con i fiati, il "bongocero" (chi suona il bongó) lascia il bongó per suonare la campana a mano. Servono anche per l'attacco dei passi di qualche ballo come il bolero e la bachata.

## Come si suona
I Bongo producono un suono più alto rispetto alla conga e sono tenuti tra le ginocchia o su un apposito supporto, con la hembra, il tamburo più grande, verso destra (i mancini lo tengono al contrario). In genere vengono colpiti con le dita o con i palmi delle mani, sebbene alcune composizioni moderne richiedano le bacchette. Il suono può essere facilmente modificato ponendo parte della mano in cima alla pelle, mentre si colpisce con l'altra. Nel caso delle orchestre il musicista può essere in piedi. Il glissando è prodotto dallo sfregamento del dito medio, sostenuto dal pollice, sulla testa del tamburo. Talvolta il dito viene inumidito di saliva o bagnato di sudore prima di sfregarlo. Alcuni suonatori si aiutano con la cera d'api.